# Phorbas pustulosa
Phorbas pustulosa är en svampdjursart som först beskrevs av Carter 1882.  Phorbas pustulosa ingår i släktet Phorbas och familjen Hymedesmiidae. Inga underarter finns listade i Catalogue of Life.